# Wahnenkamp
Wahnenkamp ist ein aus einer Hofschaft hervorgegangener Wohnplatz in der bergischen Großstadt Solingen. Der Ort ist vollständig in der geschlossenen Bebauung des sogenannten Ohligser Oberlandes (= dem Gebiet östlich der Bahnstrecke) aufgegangen.

## Lage und Beschreibung
Wahnenkamp lag ursprünglich an der Straßenecke Sauerbreystraße / Mittelstraße (heutige Straßennamen) gegenüber dem Ohligser Rathaus sowie dem angrenzenden ehemaligen Amtsgericht. Heute befindet sich dort ein Geschäftsgebäude, in dem unter anderem ein Penny-Supermarkt untergebracht ist. Westlich davon liegt das ehemalige Hallenbad Ohligs. Benachbarte Orte sind bzw. waren (von Nord nach West): Poschheide, Anker, Oben- und Untenmankhaus, Hülsen, Scharrenberg, Siebelskamp, Scharrenbergerheide, Nassenweg, Bockstiege, Hüttenhaus und Suppenheide.

## Geschichte
Die erste urkundliche Erwähnungs des Ortes findet sich in einer Urkunde aus dem Jahr 1744, in dem von einem Gut auf dem Wahnenkamp die Rede ist. Der Ort lag direkt an der Höhenrückenstraße, die Ohligs über Hüttenhaus und Wahnenkamp mit Merscheid, Mangenberg und Solingen verband und die zu Beginn des 19. Jahrhunderts zu dieser Zeit noch ein einfacher unvollkommen unterhaltener Kommunalweg war. Aus der Straße entwickelte sich im 19. Jahrhundert die Merscheider Bezirksstraße, die heutige Merscheider Straße. Nach dem Bau des Bahnhofes bei Hüttenhaus 1867 wurde der Verkehr allerdings über eine neue Brücke an der Scharrenbergerheide geführt, die heutige Berliner Brücke, wodurch die damalige Rathausstraße und heutige Sauerbreystraße vom Durchgangsverkehr entlastet wurde. Ab dem Jahr 1808 gehörte Wahnenkamp zur Honschaft Merscheid. Die Topographische Aufnahme der Rheinlande von 1824 verzeichnet den Ort als Wanenkamp, die Preußische Uraufnahme von 1844 verzeichnet ihn zusammen mit dem südlich gelegenen Ort Siebelskamp als Wahnenkamp. In der Topographischen Karte des Regierungsbezirks Düsseldorf von 1871 sind beide Orte unbenannt verzeichnet.
Nach Gründung der Mairien und späteren Bürgermeistereien Anfang des 19. Jahrhunderts gehörte Wahnenkamp zur Bürgermeisterei Merscheid, die 1856 zur Stadt erhoben und im Jahre 1891 in Ohligs umbenannt wurde. 
1815/16 lebten acht, im Jahr 1830 10 Menschen im als Etablissement bezeichneten Wohnplatz. 1832 war der Ort weiterhin Teil der Honschaft Merscheid innerhalb der Bürgermeisterei Merscheid, dort lag er in der Flur VI. Poschheide . Der nach der Statistik und Topographie des Regierungsbezirks Düsseldorf als Hofstadt kategorisierte Ort besaß zu dieser Zeit fünf Wohnhäuser und zwei landwirtschaftliche Gebäude. Zu dieser Zeit lebten 27 Einwohner im Ort, davon zwei katholischen und 25 evangelischen Bekenntnisses. Die Gemeinde- und Gutbezirksstatistik der Rheinprovinz führt den Ort 1871 mit 43 Wohnhäuser und 397 Einwohner auf.
Bereits in der Preußischen Neuaufnahme von 1893 hatte der Ort seine solitäre Lage eingebüßt und war in der geschlossenen Bebauung des Ohligser Oberlandes vollständig aufgegangen. Eine Ortsbezeichnung ist in der Karte nicht mehr verzeichnet. Im Jahre 1891 wurde am Wahnenkamp das neue Rathaus der Stadt Ohligs eröffnet. Die ursprüngliche Zielsetzung der Ohligser Stadtverordneten, dort einen neuen Mittelpunkt ihrer Stadt zu etablieren, schlug jedoch fehl. Das Gebiet rund um Wahnenkamp entwickelte sich zum gründerzeitlichen Wohngebiet. Mittelpunkt der Stadt blieb die westlich des Bahnhofes gelegene Düsseldorfer Straße.
Im Jahre 1929 wurde Wahnenkamp durch die Städtevereinigung mit Solingen ein Teil der neuen Großstadt Solingen. Am 26. April 1935 wurde in Erinnerung an den Ort die nördlich gelegene ehemalige Bachstraße in Wahnenkamp umbenannt. Dort befand sich auch die ursprüngliche evangelische Schule Wahnenkamp. In dem Gebäude war ab 1946 die Diesterwegschule untergebracht, eine Förderschule, die 2014 nach rückläufigen Schülerzahlen den Schulbetrieb einstellte. In dem Schulgebäude am Wahnenkamp werden heute Klassen des Mildred-Scheel-Berufskollegs unterrichtet.